# Glyptopimpla aditiae
Glyptopimpla aditiae là một loài tò vò trong họ Ichneumonidae.